# Clarence M. Kelley
Clarence M. Kelley (24. října 1911, Kansas City, Missouri – 5. srpna 1997) byl v letech 1973–1978 ředitelem FBI.

## Kariéra
Od 7. října 1940 byl agentem FBI na pobočkách Huntington, Západní Virginie; Pittsburgh, Pensylvánie; Des Moines, Iowa a u akademie FBI v Quantico, Virginie. V letech 1951–1953 působil na ředitelství FBI, od července 1953 – do roku 1957 byl zástupcem zvláštního odpovědného agenta pobočky v Houstonu, Seattlu a San Franciscu. Poté působil jako inspektor výcviku v Quanticu, od prosince 1957 pracoval jako zvláštní odpovědný agent na pobočce v Birminghamu a poté od listopadu 1960 v Memphisu.
Dne 24. října 1961 odešel do výslužby a začal pracovat jako náčelník policie v Kansas City, Missouri. V roce 1970 mu J. Edgar Hoover udělil zlatou medaili za jeho věrnou službu u FBI.
7. června 1973 jej prezident USA Richard Nixon nominoval na funkci ředitele FBI a 27. června Senát USA nominaci potvrdil. Od 9. července 1973 se složením přísahy stal teprve druhým ředitelem FBI řádně nominovaným a poté i schváleným (prvním byl J. Edgar Hoover). Funkci vykonával do 15. února 1978.